# برايان ستيرنبيرغ
برايان ستيرنبيرغ (بالإنجليزية: Brian Sternberg)‏ هو منافس ألعاب قوى أمريكي، ولد في 21 يونيو 1943 في سياتل في الولايات المتحدة، وتوفي بنفس المكان في 23 مايو 2013.